# 肉豆蔻
肉豆蔻，又名肉蔻、肉果、玉果、麻醉果，是一種重要的香料、藥用植物。其种加词fragrans意为“芳香的”。肉豆蔻生長於熱帶地區的常綠植物，常見於東南亞、澳洲及加勒比海地区，尤以印度尼西亚和格林纳达产量最大。肉豆蔻的果实是肉豆蔻（肉豆蔻的种子）和肉豆蔻皮/肉豆蔻衣/肉豆蔻花（肉豆蔻的假种皮）的来源，二者都是常见的香料，用於食品、菜餚的調味，前者可製作香精油。肉豆蔻含有肉豆蔻醚（myristicin），能够产生兴奋及致幻作用。如服用过量，可产生幻覺甚至昏迷现象。

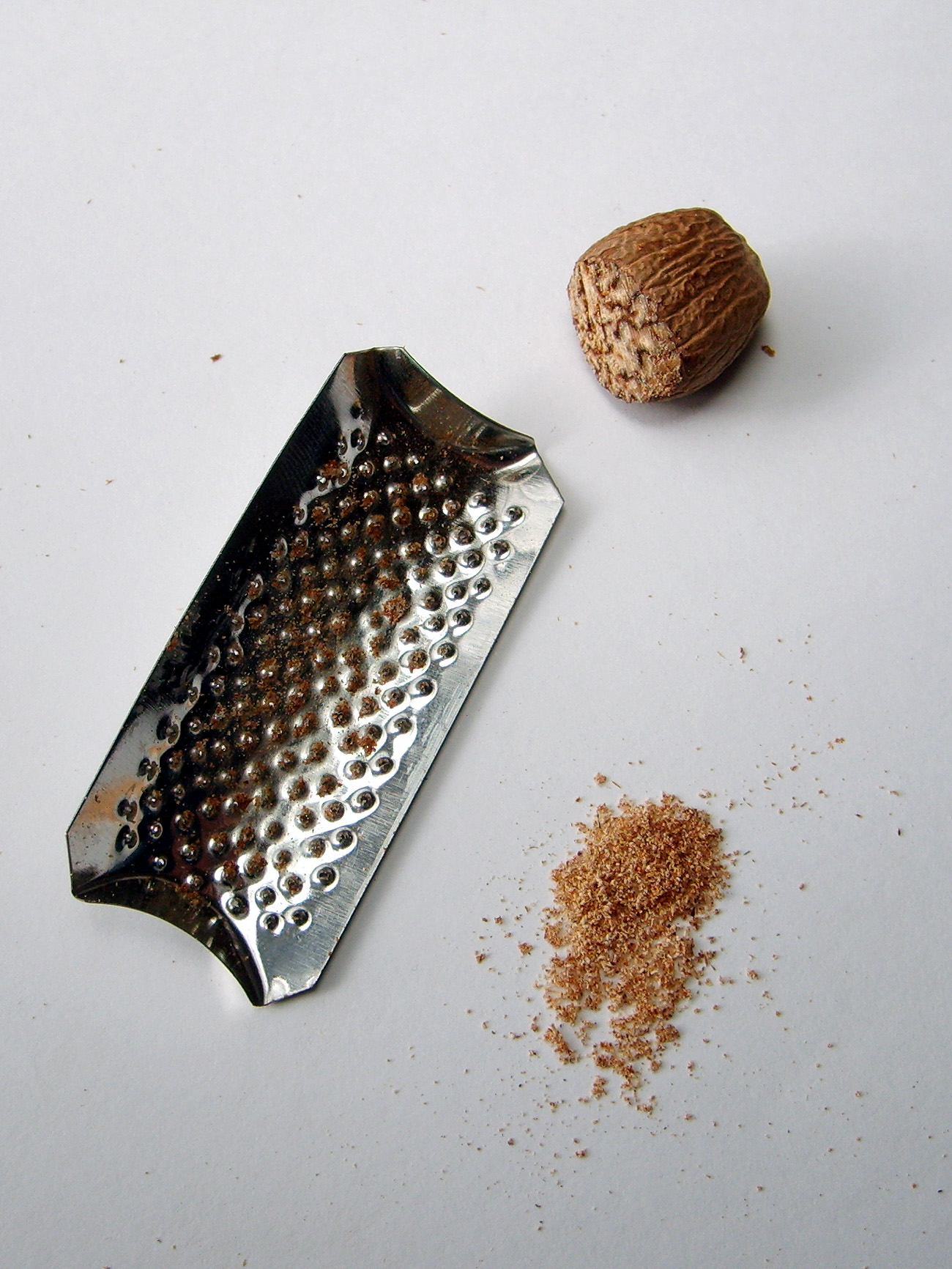
肉豆蔻（nutmeg）粉

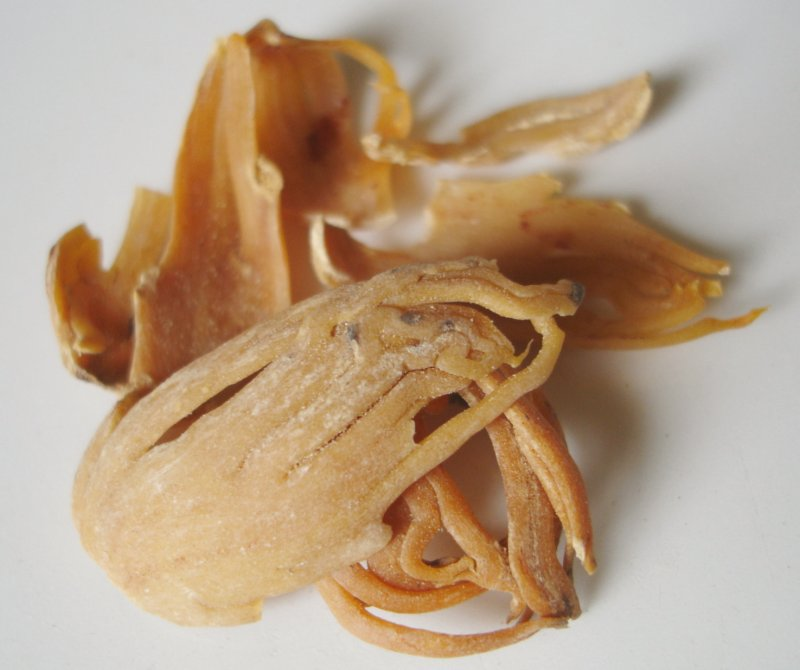
乾肉豆蔻皮（mace）

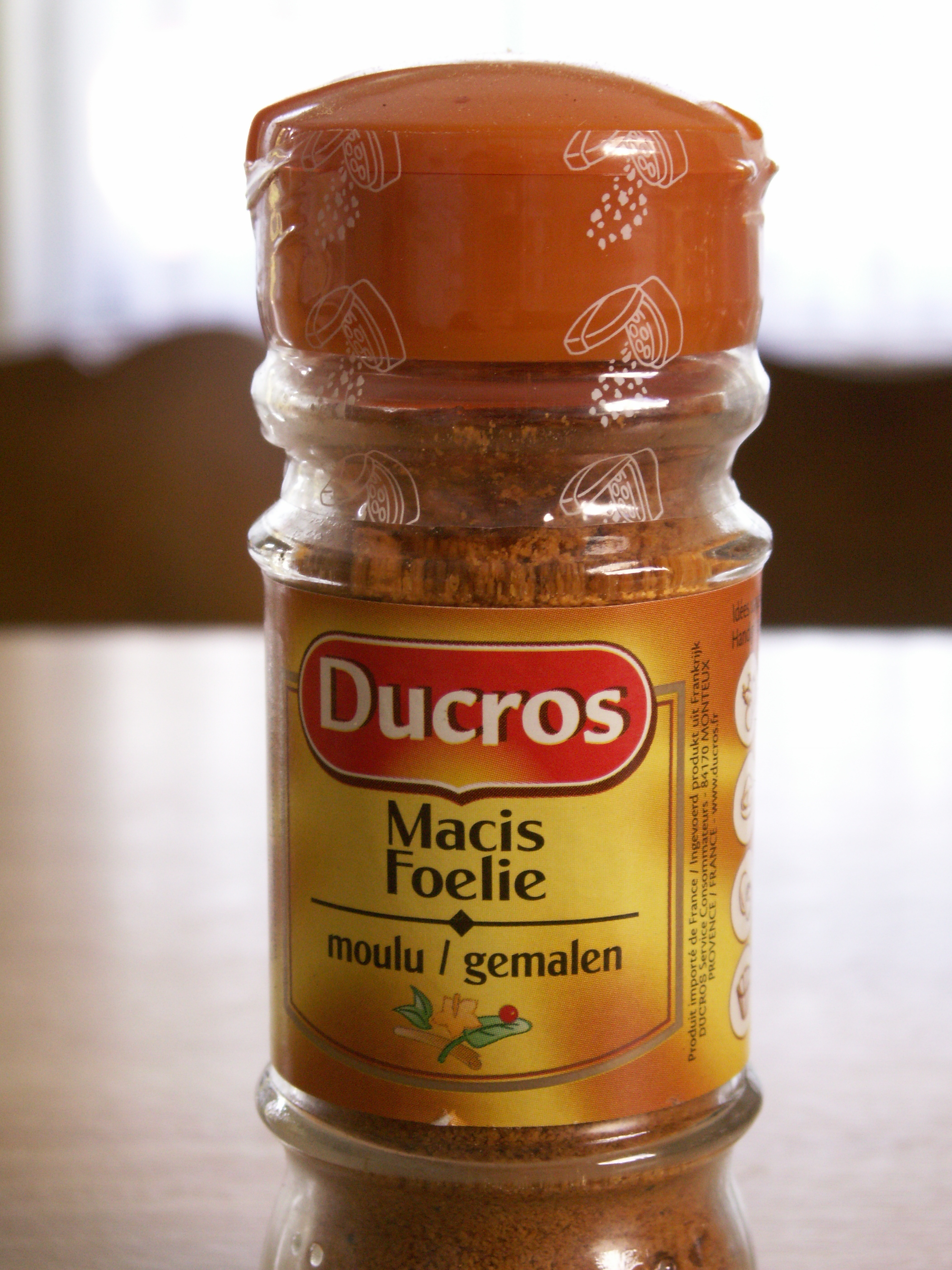
肉豆蔻皮商品

## 形態特徵
小喬木，高可達10公尺。枝條纖細，略具毛。葉柄6-12公厘，葉橢圓形，長4-8公分，近革質，基部圓葉端尖，約6-10對側脈。
雄花序短，約2.5-5公分，4至8朵花（或更多）構成圓錐花序。花被片3（或4）片，長約5-7公厘。雄蕊9-12枚，基部合生。雌花序單一朵花或多朵花構成。雌花之花被片長6公厘。子房橢圓狀，密生鏽毛；花柱極短，柱頭2，極小。
果實1-2枚，橘色或黃色，梨形或近圓形，直徑3.5-5公分。種子橢圓形，2-3 × ca. 2公分。假種皮紅色，不規則深裂。子葉短，彎曲。

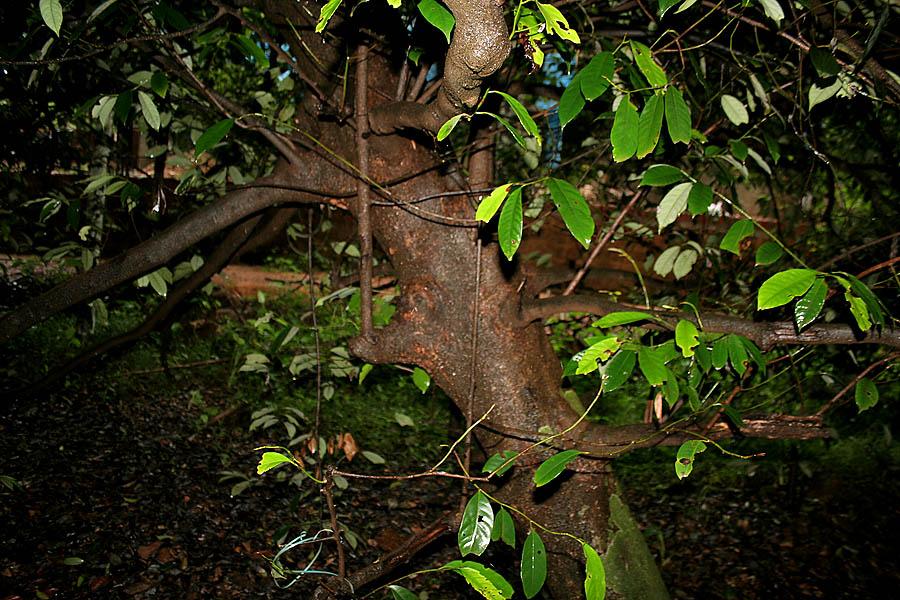
肉豆蔻树干, 印度
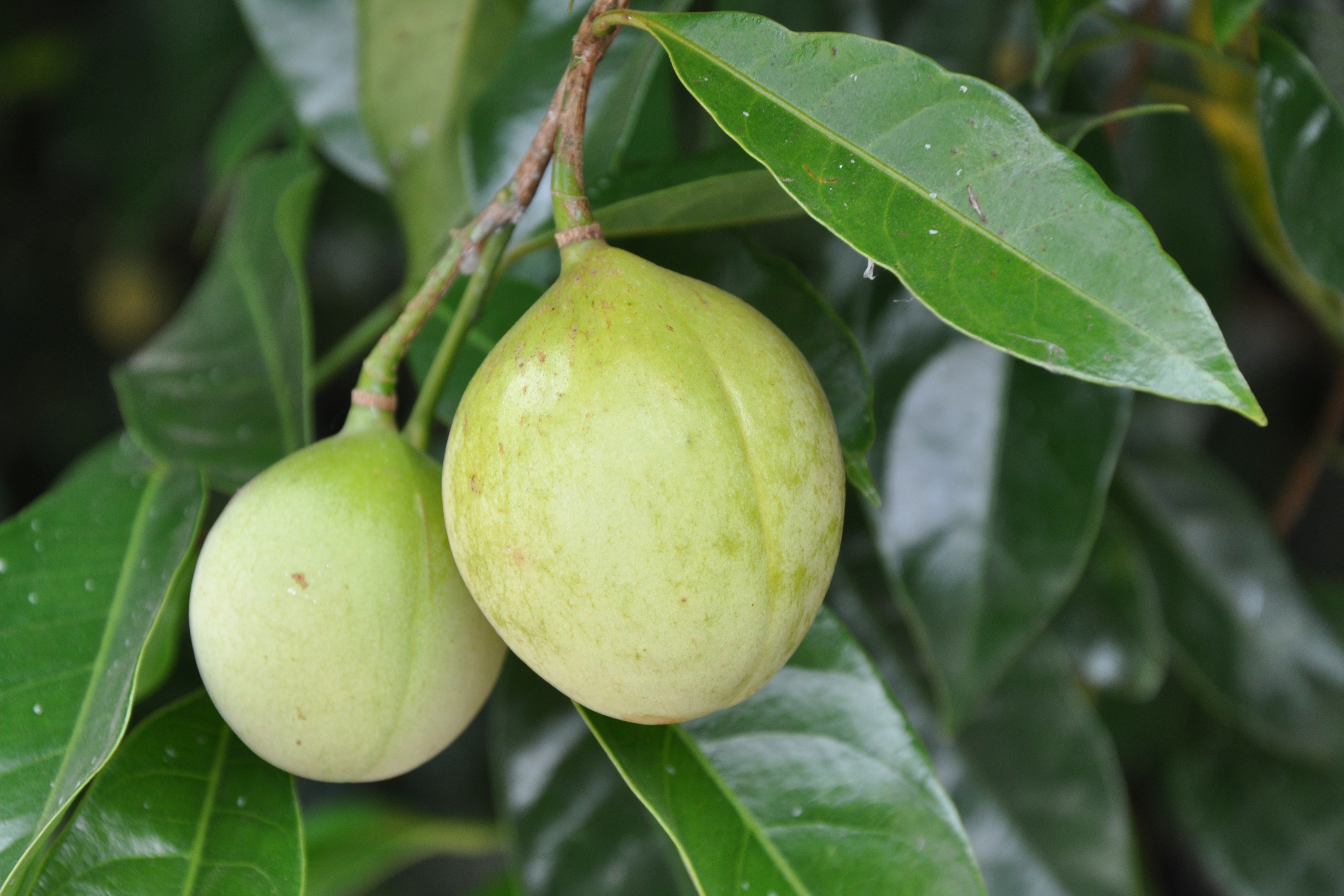
肉豆蔻果實，印度喀拉拉邦
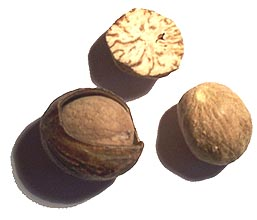
肉豆蔻種子，外有坚硬的壳（内果皮）
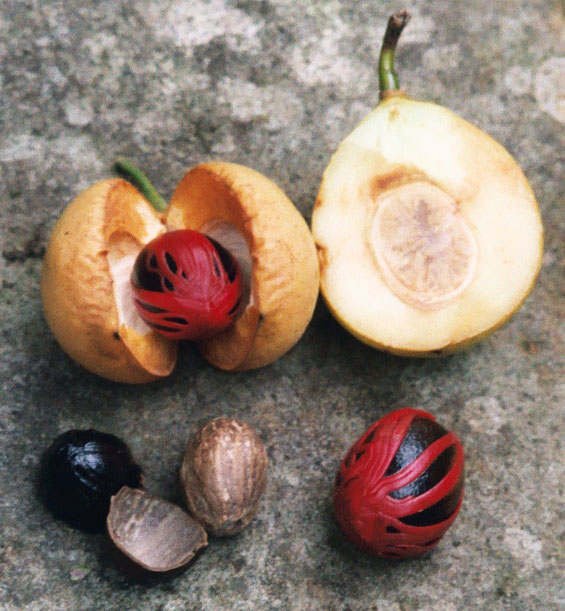
肉豆蔻果實：最外层为肉豆蔻果皮（外果皮）和果肉（中果皮），红色部分为肉豆蔻皮（假种皮），黑褐色部分为肉豆蔻壳（内果皮），最里面为肉豆蔻（种子）

## 分布
原產於印尼摩鹿加群島，廣泛栽培於熱帶地區。廣東、台灣、雲南有栽培。

## 历史
肉豆蔻原產摩鹿加群島，是聞名於世的香料。幾百年前，中世紀的人們把肉豆蔻視為珍寶。1284年的英國，0.5千克肉豆蔻花的價值與3頭羊差不多，只有富人才拿得出錢來買這種名貴的香料。肉豆蔻成了地位的象徵。
葡萄牙1513年抵摩鹿加群島的主島：馬來群島，建立了自己的要塞和貿易基地。1517年至澳門，當時主要的交易項目：產自摩鹿加群島之班達群島的丁香、肉荳蔻、肉荳蔻皮 :9。

## 利用
本種是著名的香料肉豆蔻（种子）和肉豆蔻皮（假种皮）來源，並作藥用。種子含40-73%脂肪，並作工業使用。果肉可做果酱和蜜饯。植物的其他部位亦作藥用，如痢疾、風濕痛，並可做驅蟲劑。
可抗發炎、抗菌、抗病毒和抗寄生蟲劑。對於胃腸和呼吸的疾病有益。治療癌症、克隆氏症(局部性迴腸炎)、感冒和流行性感冒、糖尿病、月經問題和更年期症狀和肌肉疼痛、痙攣有效。

### 食用
對腸胃有益。
肉豆蔻的乙醇提取物具有抗真菌和抗微生物作用，其萜類成分有抗菌作用。
肉豆蔻油對腸胃道有局部刺激作用，少量能促進胃液分泌及腸蠕動，大量則呈抑制作用。
肉豆蔻油為一種強大的單胺氧化酶抑制劑，有顯著的麻醉性能。
肉豆蔻衣中分離所得的肉豆蔻醚和脫氧二異丁香油酚，可通過直接清除自由基和活性氧而抑制肝中脂質過氧化作用。
肉豆蔻醚對人的大腦有中度興奮作用，肉豆蔻對正常人有致幻作用。

### 毒性
從肉豆蔻油中分離得到的活性成分為肉豆蔻醚、欖香素和異欖香素，肉豆蔻醚有致幻作用，攝取過量的肉豆蔻會出現明顯的中毒症狀：時間和空間定向錯誤，超越實際，視聽幻覺和其他幻覺，如浮動、飛行、手足離體等。

## 类似用途的物种
某些同属植物用途类似肉豆蔻，如：
- 马拉巴尔肉豆蔻
- 银背肉豆蔻

加州榧树
英文俗称“加州肉豆蔻”（英語：Californian nutmeg），但与肉豆蔻关系甚远。

## 外部連結
- 肉豆蔻 Roudoukou （页面存档备份，存于） 藥用植物圖像數據庫 (香港浸會大學中醫藥學院) （中文）（英文）
- 肉豆蔻 中藥材圖像數據庫  (香港浸會大學中醫藥學院) （中文）（英文）
- 肉豆蔻 Rou Dou Kou （页面存档备份，存于） 中藥標本數據庫 (香港浸會大學中醫藥學院) （繁體中文）（英文）
- 黃樟素 Safrole（页面存档备份，存于） 中草藥化學圖像數據庫 (香港浸會大學中醫藥學院) （中文）（英文）
- （英文） Antifungal Properties of Nutmeg Essential oil
- （英文） 肉豆蔻之魅 凡高死因：恶魔之灵苦艾酒？新华网